# رنیشا
رنیشا (انگلیسی: Renishaw) شرکت مهندسی بریتانیایی است، که در سال ۱۹۷۳ توسط دیوید مک‌مورتی تأسیس شد.